# La villa vil
La villa vil (The Vile Village) es el séptimo libro de la serie Una serie de eventos desafortunados de Lemony Sniket, en el cual los Baudelaire se vuelven a enfrentar al Conde Olaf y sus secuaces solo con sus virtudes y sin ayuda.

## Argumento
Los huérfanos Baudelaire son dejados en un pueblo lleno de cuervos al que eligen ir atraídos por su nombre (V.F.D.), que lejos de tener alguna relación con los misterios que los rodean, no es si no las siglas de Villa de la Fabulosa Desbandada. En este lugar todos los habitantes les obligan a trabajar en sus tareas domésticas, considerándolos unos esclavos más que unos niños adoptados.
Ellos viven en la casa del conserje del pueblo que se llama Héctor. En el pueblo hay un montón de reglas absurdas que se contradicen como: "Está prohibido usar plumas que no sean de cuervo" y "está prohibido usar plumas de cuervo". Además está prohibido crear inventos, disfrutar con la boca y leer cualquier libro que hable de cosas prohibidas. Sin embargo Héctor hace todo eso así que los Baudelaire no lo pasan tan mal. Al principio del libro los Baudelaire reciben una nota de Isadora  y Duncan Quagmire, sus amigos trillizos, que les da una pista de dónde pueden estar. Entonces aparece en el pueblo un hombre que tiene una sola ceja y un tatuaje en forma de ojo y que dice llamarse Jacques Snicket y todos creen que es el Conde Olaf, y cuando los Baudelaire van a hablar con él, le encuentran muerto. Entonces llega el auténtico Conde Olaf disfrazado como el detective Dupin y acusa a los Baudelaire de ser los asesinos. A partir de ahí en toda la serie serán fugitivos. Los encierran en una celda y cuando escapan descubren que los Quagmire están en una fuente en forma de cuervo que hay en el pueblo. Les rescatan pero entonces llegan el Conde Olaf, la agente Luciana (que resulta ser Esmé Miseria) y el resto del pueblo y les empiezan a perseguir. Cuando llegan a la casa de Héctor, éste aparece con una casa volante que había estado construyendo él mismo junto a  Violet. Los Quagmire consiguen subir, pero los Baudelaire no, y la casa se va dejándolos inevitablemente en tierra. Entonces los Quagmire les lanzan sus cuadernos para que descubran todo lo que habían descubierto, pero la agente Luciana los atraviesa con un arpón, destrozándolos. Los Baudelaire descubren que ella es Esmé y que Dupin es el Conde Olaf, pero los dos escapan. Aprovechando la reinante confusión, los Baudelaire recogen algunas de las hojas perdidas y escapan.

## Publicación
Fue publicada en inglés en 2001 y traducida al español por El Círculo de Lectores en 2007

## Datos
-Muere Jacques Snicket que es el supuesto hermano del autor Lemony Snicket.
-Hay trece capítulos como en los demás libros
- La edición de El círculo de lectores tiene 234 páginas y fue sacada a la venta junto con el octavo libro El hospital hostil
-El título original es The Vile Village
-La dedicatoria es: Para Beatrice. Cuando vivías, me tenías sin respiración. Ahora eres tú la que se ha quedado sin ella.
- La cenefa de la imagen de portada son plumas de cuervos (por lo menos plumas negras así que se sobreentiende)
- La imagen de portada muestra a Klaus y a Sunny subiendo por una escalerilla de cuerda entre una bandada de cuervos y por encima de ellos se ve una de las botas de Violet.
- Es el último libro hasta el libro trece en el que son tratados bien y tienen tutores. A partir del todos los creen asesinos y los persiguen (como antes a Olaf)
- Datos: Q2035952